# Bartlettina
Bartlettina é um género botânico pertencente à família Asteraceae possuidor de 37 espécies. Ela é nativa da região neotropical.
Antes do trabalho de King e Robinson nos anos 1970, essas plantas eram classificadas como do gênerti Eupatorium.

## Espécies
- Bartlettina campii
- Bartlettina sordida